# Sextia Licinia agraria
La lex Sextia Licinia agraria va ser una antiga llei romana de les anomenades Agrariae establerta l'any 368 aC sota diversos tribuns amb potestat consular i a proposta dels tribuns de la plebs Gai Licini Calvus Estoló i Luci Sexti Sextí Laterà. Repetia allò disposat a la Licinia Sextia de agrorum modo, i fixava el nombre de joves anomenats ingenuus (nascuts lliures) que els pastors i els pagesos podrien contractar al camp, per tal d'evitar que a la ciutat manquessin homes aptes per l'exèrcit, ja que les colonitzacions i les guerres havien consumit bona part del jovent.